# Utah Jazz 1984-1985
La stagione 1984-85 degli Utah Jazz fu l'11ª nella NBA per la franchigia.
Gli Utah Jazz arrivarono quarti nella Midwest Division della Western Conference con un record di 41-41. Nei play-off vinsero il primo turno con gli Houston Rockets (3-2), perdendo poi la semifinale di conference con i Denver Nuggets (4-1).

## Roster
| N° | Naz.                   | Ruolo | Sportivo         | Anno | Alt. | Peso |
| -- | ---------------------- | ----- | ---------------- | ---- | ---- | ---- |
| 4  | Stati Uniti (bandiera) | GA    | Adrian Dantley   | 1956 | 196  | 94   |
| 5  | Stati Uniti (bandiera) | AC    | Billy Paultz     | 1948 | 211  | 107  |
| 11 | Stati Uniti (bandiera) | A     | J.J. Anderson    | 1960 | 203  | 88   |
| 12 | Stati Uniti (bandiera) | G     | John Stockton    | 1962 | 185  | 77   |
| 14 | Stati Uniti (bandiera) | G     | Rickey Green     | 1954 | 183  | 77   |
| 18 | Stati Uniti (bandiera) | G     | Pace Mannion     | 1960 | 201  | 86   |
| 18 | Stati Uniti (bandiera) | G     | Kenny Natt       | 1958 | 191  | 84   |
| 20 | Stati Uniti (bandiera) | G     | Bob Hansen       | 1961 | 198  | 86   |
| 22 | Stati Uniti (bandiera) | GA    | John Drew        | 1954 | 198  | 93   |
| 33 | Stati Uniti (bandiera) | AC    | Fred Roberts     | 1960 | 208  | 99   |
| 35 | Stati Uniti (bandiera) | G     | Darrell Griffith | 1958 | 193  | 86   |
| 41 | Stati Uniti (bandiera) | AC    | Thurl Bailey     | 1961 | 211  | 98   |
| 44 | Stati Uniti (bandiera) | AC    | Rich Kelley      | 1953 | 213  | 107  |
| 45 | Stati Uniti (bandiera) | AC    | Jeff Wilkins     | 1955 | 211  | 104  |
| 53 | Stati Uniti (bandiera) | C     | Mark Eaton       | 1957 | 224  | 125  |

## Staff tecnico
- Allenatore: Frank Layden
- Vice-allenatori: Phil Johnson (fino al 18 novembre), Scott Layden, Jerry Sloan (dal 19 novembre)